# Guard-Gletscher
Der Guard-Gletscher ist ein breiter Gletscher an der Black-Küste des Palmerlands auf der Antarktischen Halbinsel. Er fließt in östlicher Richtung entlang des Südrands des Parmelee-Massivs und mündet in den Murrish-Gletscher.
Der United States Geological Survey kartierte ihn im Jahr 1974. Das Advisory Committee on Antarctic Names benannte ihn 1976 nach dem Biologen Charles L. Guard, der gemeinsam mit David E. Murrish in drei Kampagnen des United States Antarctic Research Program zwischen 1972 und 1975 Untersuchungen zum peripheren vaskulären Kontrollmechanismus bei Vögeln der Antarktischen Halbinsel durchgeführt hatte.